# پونه‌ای‌وارهای استرالیا
پونه‌ای‌وارهای استرالیا (نام علمی: Prostantheroideae) نام یک زیرخانواده از خانواده نعنائیان است.